# ニール・ハルステッド
ニール・ハルステッド（Neil Halstead、1970年10月7日 - ）は、イギリス出身のミュージシャン、シンガーソングライター。オールミュージックは「イギリスで最も尊敬されたソングライターの一人」と評した。

## 概要
シューゲイザーというジャンルを形作ったバンドの一つ、スロウダイヴのオリジナル・メンバーであり、スロウダイヴ解散後はバンドの幾人かのメンバー（長年の友人であり、音楽活動におけるパートナーのレイチェル・ゴスウェルも含まれる）とモハーヴィ3として活動している。モハーヴィ3ではスロウダイヴとは異なったブリティッシュ・カントリー/フォークといった音楽性になった。ハルステッドはモハーヴィ3の中心となるシンガー、ソングライター、ギタリストである。
2002年、4AD（イギリスのインディレーベル）からソロ・アルバム『Sleeping On Roads』をリリースした。その後、4ADから離れ、2008年7月29日にジャック・ジョンソンが運営するブラッシュファイアー・レコーズから2枚目のソロ・アルバム『Oh! Mighty Engine』をリリースした。このアルバムの幾つかのパートのレコーディングはジャック・ジョンソンがロサンゼルスに所有するソーラーパワーを用いたスタジオで行われた。「ガーディアン」紙はアルバムを彼が敬愛するニック・ドレイクやバート・ヤンシュと比較して評価した。
2014年にはフランスのポストメタル・バンド、アルセストの4枚目のアルバム『Shelter』にボーカルで参加した。

## ディスコグラフィ

### スタジオ・アルバム
- Sleeping on Roads (2002年、4AD)
- Oh! Mighty Engine (2008年、Brushfire)
- Palindrome Hunches (2012年、Brushfire)